# Chiến dịch Lộc Ninh (1967)
Trận Lộc Ninh (1967) xảy ra từ 27 tháng 10 đến 10 tháng 12 năm 1967 giữa Quân Giải phóng miền Nam Việt Nam với liên quân Hoa Kỳ - Việt Nam Cộng hòa. Kết quả là liên quân Mỹ-VNCH chuyển từ thế tấn công sang thế phòng thủ bị động. Trong chiến dịch này diễn ra 60 trận đánh lớn nhỏ khác nhau khiến liên quân Mỹ-VNCH thiệt hại 5.420 người (có 3.000 Mỹ), phá hủy 103 xe cơ giới, 63 khẩu pháo, 4 kho đạn và xăng dầu, tiêu diệt 1 chi khu, 617 lính VNCH bị bắt sống, thu 172 súng.